# ボラマ州
ボラマ州（ボラマしゅう、ポルトガル語: Bolama）は、ギニアビサウを構成する8つの州の1つである。ビジャゴ諸島を領域とする。州都はボラマ。

## 隣接州
- キナラ州

## 下位行政区画

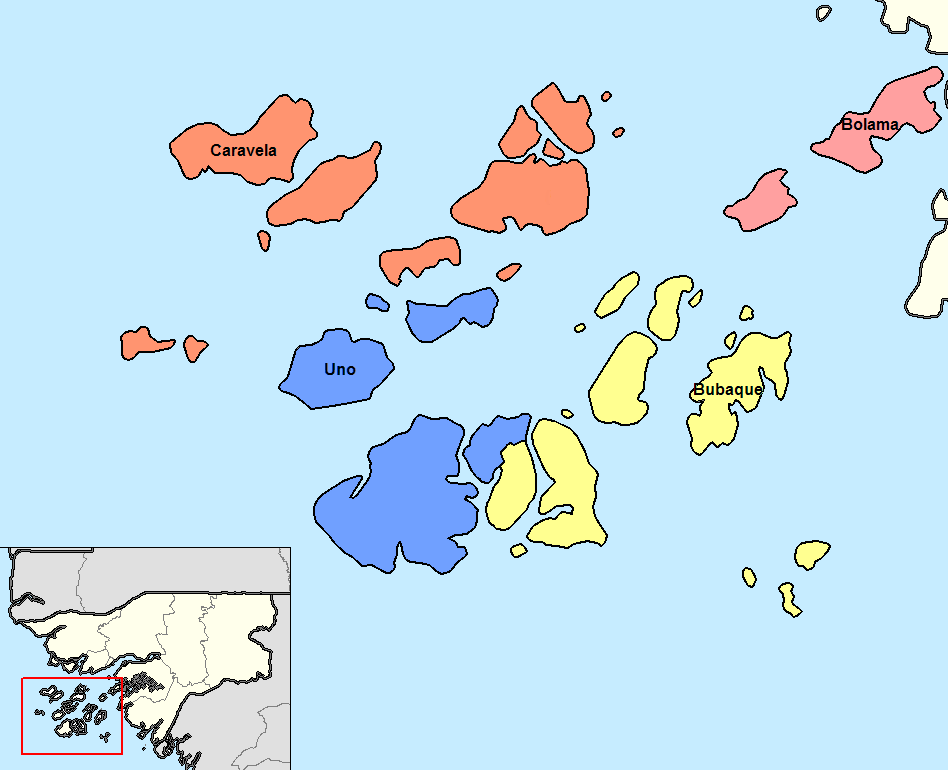
ボラマ州のセクター

- Bolama (sector)
- Bubaque (sector)
- Caravela (Sektor)
- Uno (sector)

## 出身人物
- カルロス・ゴメス・ジュニオル - 政治家